# Коли цвіте папороть
«Коли цвіте папороть» — фольк-опера на 3 дії українського композитора  Євгена Станковича на лібрето Олександра Стельмашенка [Архівовано 10 лютого 2022 у Wayback Machine.]. Написана у середині 1970-х років, вперше прозвучала в концертному виконанні в 2011 році, на театральній сцені вперше була представлена 15 грудня 2017 року в Львівському національному театрі опери та балету імені Соломії Крушельницької. Літературною основою опери стали твори Миколи Гоголя, національний фольклор, героїчний епос, народні обряди.

## Історія
Опера була написана на замовлення французької концертної фірми «Алітепа» для всесвітньої виставки в Парижі. Прем'єра опери в Україні була запланована на 1978 року в палаці «Україна», на прем'єру були запрошені французькі представники. Однак під час генеральної репетиції надійшов дзвінок із Москви від секретаря ЦК ВКП(б) — ЦК КПРС Михайла Суслова щодо заборони вистави. Декорації та костюми до постановки — знищені.
На думку редакції журналу «Музика» причиною заборони було «бажання табуювати будь-який прояв етнічної самобутності». Максим Стріха зазначає, що заборона опери припала на епоху «задушеного десятиліття» й перебування на посаді секретаря ЦК КПУ з ідеології Валентина Маланчука — людини, що «патологічно ненавидить українську культуру і її представників».
Незважаючи на повалення радянського режиму у 1990-ті роки і значний суспільний інтерес до цього твору, протягом 20 років незалежності опера не виконувалася в повному обсязі. Лише окремі хорові номери опери виконувалися хором «Київ» та народним хором ім. Верьовки. На думку Максима Стріхи, небажання виконувати оперу в часи української незалежності пояснюється тим, що з одного боку опера «не вкладається… в офіційну парадигму побудови „государства Украіна“», а також орієнтацією Національної опери на інтереси західних антрепренерів. Вузькому колу фахівців був відомий також аудіозапис запис останньої генеральної репетиції фольк-опери (27 жовтня 1979 р.) за участю Хору ім. Г.Верьовки і симфонічного оркестру під орудою Ф.Глущенка. 2005 року опера стала предметом дисертаційного дослідження Р. Станкович-Спольської

## Прем'єра
- Прем'єра опери у концертному виконанні відбулася лише 8 квітня 2011 року — через 33 роки по її створенню. Прем'єра була здійснена силами Національного симфонічного оркестру України та Народного хору ім. Верьовки під орудою В.Сіренка в залі Київської філармонії в рамках фестивалю «Прем'єри сезону».
- Прем’єра на оперній сцені у постановці Василя Вовкуна відбулась у Львівській Національній Опері в грудні 2017-го. Постановка увійшла до репертуру театру. У феєрії “Коли цвіте папороть” задіяні понад 400 учасників. Хор складається з 80 артистів. Цю постановку феєрії, за словами Василя Вовкуна[4], присвятили художнику покійному Євгену Лисику, що був сценографом забороненої постановки “Коли цвіте папороть”.

## Характеристика
Опера «Коли цвіте папороть» є яскравим прикладом неофольклоризму в оперному жанрі і є новаторською у ряді відношень. Вперше в оперному жанрі композитор поєднав звучання симфонічного оркестру з аутентичним співом народного хору, вікові традиції фольклору — з авангардними засобами виразності, а в оркестрову партитуру ввів народні інструменти.
Р. Станкович-Спольська у дисертаційному дослідженні відзначає такі жанрові особливості — відсутність змістової цілісності й завершеності, його побудова на основі народно-пісенного матеріалу, яскрава лексично-стилістична аутентичність, умотивування сюжетних повторів та ситуаційних «дублів», стійка варіантність і навіть імпровізаційність у послідовності розгортання змісту. Показовою для постмодерного мистецтва є розшарованість змісту: дія в опері відбувається в кількох різних і «зміщених» в хронологічному розумінні культурно-часових площинах, котрі ніяк сюжетно між собою не перетинаються, а координуються на ідейно-символічному та композиційно-інтонаційному рівнях.
В композиційному відношенні опера являє собою триактну структуру. Перший і третій акт витримані у номерній структурі, другий залучає логіку сонатно-симфонічного циклу і використовує наскрізний принцип жанрової побудови. Композитор зберігає такі традиційні прийоми, як застосування номерної композиційних арок поміж крайніми актами, і рис репризності. Втім, повторні структури характеризуються полівекторним поглибленням образного розвитку і новим рівнем художньо-інтонаційного узагальнення.
Опері властива наявність картин-символів. Оперні або інструментально-балетні сцени символізують певні національні універсалії і «зчіплюються» в самостійний образний ряд на основі лібретної канви. Ідея символізації оперних структур на думку дослідників черпає своє натхнення з української народної пісні.
Ряд жанрових особливостей опери походить від хореографічних та симфонічних жанрів. Ознаками симфонічного мислення автора є лейт-тематизм та лейтмотивізм, репризно-тематична арочність, активна трансформація тематизму, семантично-образна ієрархія та багатофункціональність загального тематичного комплексу. Властивою балетній творчості Станковича є чіткість візуального бачення звучащого матеріалу, образна конкретність, символічна картинність і зображальна змістовність тематизму — ці риси також проявилися в опері «Коли цвіте папороть».

## Публікації
- Станкович-Спольська Р. Фольк-опера Є.Станковича «Цвіт папороті» як факт національної історії // Київське музикознавство. Вип. 8. — К.: КДВМУ, 2002. — С. 180—188.
- Станкович-Спольська Р. Неофольклоризм в опері XX століття і «Цвіт папороті» Є.Станковича // Музика у просторі культури. Науковий вісник НМАУ ім. П. І. Чайковського. Вип. 33. — К.: НМАУ, 2004. — С. 254—263.
- Станкович-Спольська Р. Фольклорні джерела «Цвіту папороті» Є.Станковича // Київське музикознавство. Вип. 11. — К.: КДВМУ, 2004. — С. 123—131.